# SIG SAUER P238
SIG SAUER P238は、SIG・ザウエル&ゾーン社のアメリカ合衆国現地法人SIG SAUER社が設計した自動拳銃である。

## 概要
SIG SAUER社が、2009年のSHOT Showで発表したコルト380 ガバメント（マスタング）を再設計したシングルアクション方式の自動式拳銃である。
個人の護身用や警察など、法執行機関のコンシールド（秘匿携行）用である。
他社の同クラスの拳銃には、フレームにポリマーなどを使用して軽量化したものがあるが、P238はフレームにアルミニウム、スライドにはステンレス鋼を使用している。
9x19mmパラベラム弾仕様のSIG SAUER P938も存在する。